# فاسوكي
فاسوكي (بالإنجليزية: Vasuki)‏ هو الملك الأفعى [الإنجليزية] في الأساطير والديانة الهندوسية والبوذية. يُوصف بأنَّه كان لديه جوهرة تسمى «ناغاماني» على رأسه. ماناسا، وهي ناغا أخرى، تكون أخته. فاسوكي هو ثعبان شيفا. يُعرف في الأساطير الصينية واليابانية بأنه أحد «ملوك التنين العظماء الثمانية».